# Sprucella
Sprucella là một chi rêu trong họ Lepidoziaceae.